# Quận Walton, Florida
Quận Walton là một quận thuộc tiểu bang Florida, Hoa Kỳ. Quận lỵ đóng ở ĐeFuniak Springs6. 
Dân số theo điều tra năm 2010 của Cục điều tra dân số Hoa Kỳ là 55043 người.

## Địa lý
Theo Cục điều tra dân số Hoa Kỳ, quận này có diện tích 3200 km2, trong đó có 520 km2 là diện tích mặt nước.